# Chāh Logh
Chāh Logh (persiska: چاه لغ, Chāh Log) är en ort i Iran.   Den ligger i provinsen Kerman, i den sydöstra delen av landet, 1 100 km sydost om huvudstaden Teheran. Chāh Logh ligger 420 meter över havet och antalet invånare är 213.
Terrängen runt Chāh Logh är platt.Runt Chāh Logh är det glesbefolkat, med 8 invånare per kvadratkilometer. Närmaste större samhälle är Tomgarān, 13,8 km sydost om Chāh Logh. Trakten runt Chāh Logh är ofruktbar med lite eller ingen växtlighet.